# Putovanje na kometu
Putovanje na kometu (francuski: Hector Servadac) pustolovni je i znanstvenofantastični roman Julesa Vernea iz 1877. godine. Prvi put je objavljen u časopisu Magasin d'Éducation et de Récréation od 1. siječnja do 15. prosinca 1877. godine, a nakon toga objavio ga je Verneov izdavač Pierre-Jules Hetzel u obliku knjige. U ovom romanu autor razmatra mogućnost sudara Zemlje s kometom i posljedice koje mogu uslijediti. 

## Radnja
Priča počinje kada komet, nazvan Galija, tijekom svog leta dodiruje Zemlju i pokuplja nekoliko njenih malih dijelova. Taj događaj odvio se u noći između 31. prosinca i 1. siječnja 188x. godine u području južnog Alžira. ↓1 Na teritoriju koji je odnio kometa ostalo je 36 ljudi, francuske, ruske, engleske, španjolske, njemačke i talijanske nacionalnosti. U prvi mah oni nisu shvatili što se dogodilo te su mislili da je to bio samo potres. Prvo što su primijetili bio je gubitak težine tj. smanjenje gravitacije, zatim su uočili skraćenje dana na 12 sati, promjenu strana svijeta (Sunce je počelo izlaziti na zapadu i zalaziti na istoku), a kada su primijetili da je voda počela ključati na 66 °C shvatili su da je atmosfera postala tanja i da je atmosferski tlak opao. Na početku boravka na Galiji primijetili su Zemlju s Mjesecom, ali su mislili da je to nepoznati planet. Ostale važne informacije prikupili su tijekom istraživanja brodom kojeg je komet također ponio sa sobom. Tijekom istraživanja Galije otkrili su planinski lanac na sredini mora za koje su mislili da je Sredozemno more. Na tom moru pronašli su i otok Formentera koji je prije katastrofe bio dio Balearskih otoka. Na otoku su pronašli francuskog astronoma Palmyrina Rosettea koji im je pomogao riješiti sve nedoumice oko ovog fenomena. Oni su se nalazili na kometu kojeg je Rosette otkrio godinu dana ranije i predvidio njegov sudar sa Zemljom. Njemu nitko od stručne javnosti nije vjerovao da će se to dogoditi jer je gusta magla onemogućavala astronomima obavljanje promatranja na drugim mjestima.
Članovi ekspedicije utvrdili su da opseg Galije iznosi 2320 kilometara, dok je Palmyrin Rosette izračunao masu kometa. Prema njegovim proračunima težina Galije iznosila je 209.346 milijardi tona. Za računanje težine Galije koristio je vagu s oprugom i četrdeset srebrnjaka od pet franaka koji su zajedno težili jedan kilogram. Međutim, vlasnik vage, Isaac Hakkabut, namjestio je vagu tako da pokazuje 75 % prave težine, stoga je Rosette morao smanjiti težinu Galije za jednu četvrtinu.
S obzirom na to da nisu imali dovoljno obradivih površina, nije postojala mogućnost kolonizacije kometa tj. dugotrajnog boravka na njemu. Putnici na Galiji uglavnom su se hranili mesom životinja koje je komet pokupio sa Zemlje. Manji dio njihove prehrane činila je konzervirana hrana. Tijekom boravka na ovom kometu otkrili su jedan neobičan fenomen, naime more se nije zaledilo iako je temperatura bila znatno ispod nule (u teoriji je moguće da voda kod koje nema strujanja može duže opirati zaleđivanju nego ona na koju djeluje vjetar). Kad su bacili kamen u more, ono se zaledilo za nekoliko trenutaka. Led je bio potpuno gladak i omogućavao je klizanje i vožnju sanjkama. Kako bi se zaštitili od izuzetno niskih temperatura kojima su bili izloženi više mjeseci, većina stanovnika Galije nastanila se u vulkanu na jednom vulkanskom otoku. 
Usprkos veoma teškoj situaciji u kojoj se nalaze stanovnici Galije sukobi između velikih sila nastavljaju su i na ovom nebeskom tijelu jer engleski i francuski oficiri smatraju sebe predstavnicima svojih vlada. Predmet njihovog interesa bivša je španjolska enklava Ceuta koja je na ovom kometu postala otok i za koje obe strane smatraju da imaju pravo na njegovo zauzimanje. Tako je Hector Servadac pokušao zauzeti Ceutu za Treću Francusku Republiku, ali bez uspjeha. Ispostavilo se da su ovaj otok već okupirali Englezi koji su održavali vezu sa svojom bazom na Gibraltaru preko telegrafa. 
Nakon što se Galija našla u svojem afelu, počela se približavati Zemlji. Početkom studenog Palmyrin Rosette izvršio je detaljne proračune koji su pokazali da će do ponovnog sudara kometa sa Zemljom doći točno dvije godine nakon prethodnog sudara, ponovo 1. siječnja. Zbog toga su stanovnici Galije došli na ideju da balonom izbjegnu sudar kometa sa Zemljom. Prijedlog je prihvaćen te je od brodskih jedara napravljen balon. Polovicom prosinca na Galiji se dogodio potres. Tim potresom odvio se dio Galije na kojem su se nalazili Englezi s Gibraltara i Ceute. Taj dio kometa nastavio je putovanjem svemirom, dok se ostatak kometa sudario sa Zemljom 1. siječnja. Prilikom ponovnog kontakta atmosfera Galije i Zemlje, svemirski putnici balonom su se sigurno spustili na jedno mjesto udaljeno dva kilometra od Mostaganema u Alžiru. Na Zemlji nitko nije primijetio ovaj komet što je veoma razljutilo Palmyrina Rosettea, a bivši stanovnici Galije postavili su sebi pitanje je li sve to bio samo san. 

## Likovi
36 stanovnika Galije uključuju jednog njemačkog Židova, jednu Talijanku, tri Francuza, osam Rusa, deset Španjolaca, i trinaest britanskih vojnika.
Glavni likovi su:
- Hector Servadac kapetan francuske vojske u Alžiru.
- Laurent Ben Zoof, Servadacov aide-de-camp, tj. posilni.
- Grof Wassili Timascheff, grof Ruskog Carstva.
- Pukovnik Procope, zapovjednik Timascheffove jahte Dobryna.
- Isaac Hakkabut, stereotipični židovski trgovac.
- Nina, mlada Talijanka koja je na Zemlji čuvala koze. Koza Marzy njena je ljubimica.
- Pablo, dječak iz Andaluzije.
- Pukovnik Heneage Finch Murphy i Major Sir John Temple Oliphant, zapovjednici britanskog garnizona na Gibraltaru.
- Palmyrin Rosette, francuski astronom i nekadašnji Servadacov profesor.